# Lake Alfred
Lake Alfred – miasto w Stanach Zjednoczonych, w stanie Floryda, w hrabstwie Polk.